# Sông Gành Hào
Sông Gành Hào là một con sông thuộc tỉnh Cà Mau, Việt Nam.

## Đặc điểm
Sông Gành Hào dài 55 km, bắt nguồn từ sông Giồng Kè thuộc thành phố Cà Mau, tỉnh Cà Mau chảy qua Ao Kho, Mương Điều hợp bởi dòng nước từ các kênh Xáng Quản Lộ - Phụng Hiệp, kênh Xáng Cà Mau - Bạc Liêu Cà Mau, sông Gành Hào chảy về hướng nam đến ngã ba ranh giới giữa thành phố Cà Mau, huyện Đầm Dơi và huyện Cái Nước sông đổi sang hướng đông làm thành ranh giới tự nhiên giữa huyện Đầm Dơi và huyện Đông Hải, tỉnh Bạc Liêu và đổ ra Biển Đông tại Cửa biển Gành Hào. Tại cửa sông sâu gần 20m, rộng 300m.
Tại địa phận thành phố Cà Mau, sông sâu chừng 4m-5m, rộng chừng 100m. Càng đi về phía biển sông càng rộng và sâu, đến cửa Gành Hào sông rộng chừng 300m và sâu khoảng 19m. Toàn bộ chiều dài 55 km.
Với những đặc điểm này, sông Gành Hào là một trong những đầu mối giao thông của Cà Mau và một phần Bạc Liêu, là nơi tập trung đi lại của các phương tiện đường thủy cùng với các chợ nổi trên sông.

## Âm nhạc
Với những vẻ đẹp tự nhiên của sông Gành Hào, nhạc sĩ Vũ Đức Sao Biển trong những năm làm giáo viên tại đây đã sáng tác nên bản Đêm Gành Hào nghe điệu hoài lang, một trong những tác phẩm hay nhất của ông cũng như một trong những tác phẩm âm nhạc trữ tình quê hương miền Tây.